# Фірсово (Туринський міський округ)
Фі́рсово (рос. Фирсово) — присілок у складі Туринського міського округу Свердловської області.
Населення — 114 осіб (2010, 179 у 2002).
Національний склад населення станом на 2002 рік: росіяни — 95 %.